# Campagne Thalgut

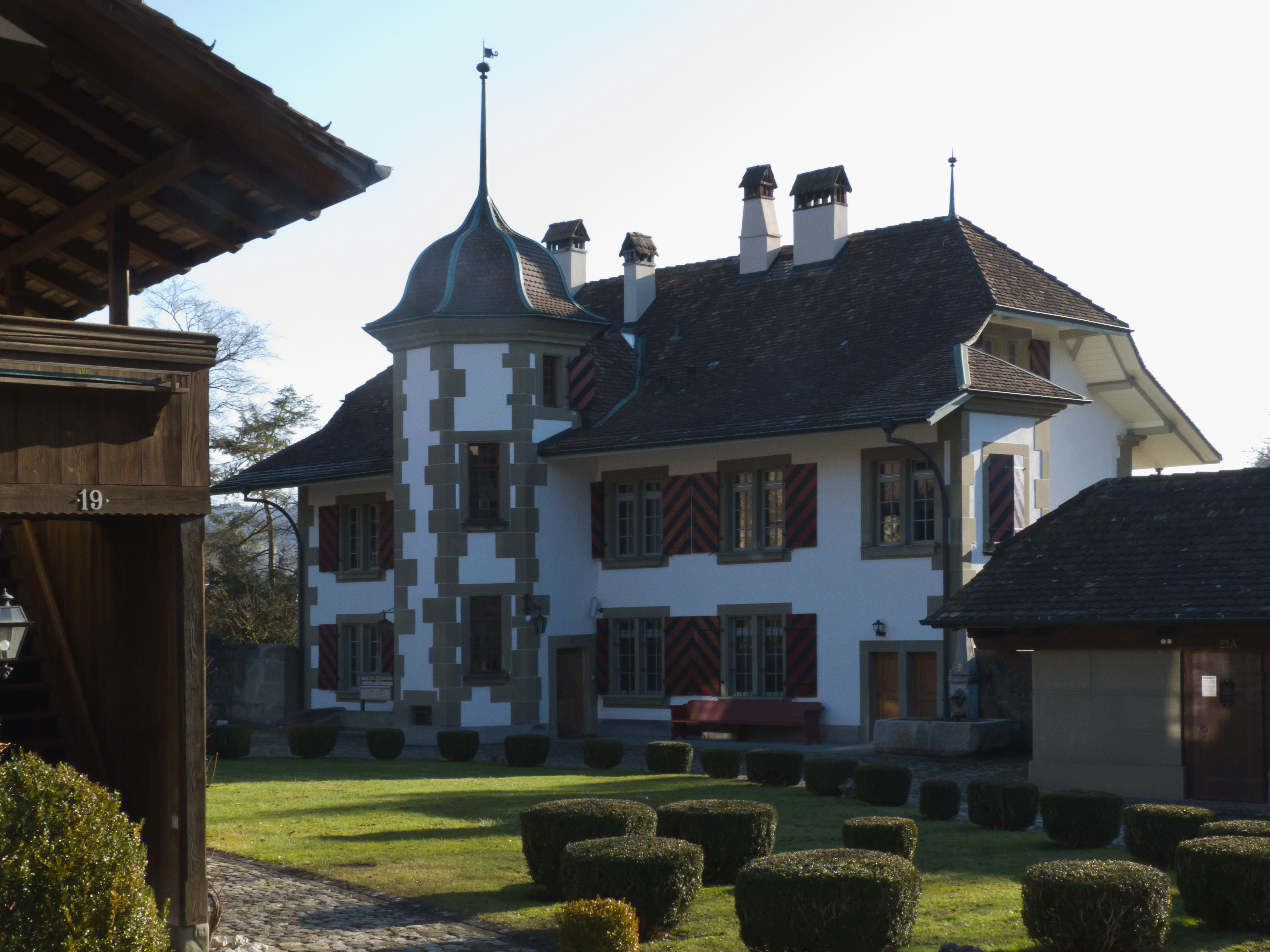
Campagne Thalgut, das Herrenhaus mit Treppenturm (2012)

Die Campagne Thalgut ist ein historischer Landsitz in Ittigen im Kanton Bern in der Schweiz.

## Lage
Die Stadtnähe und der Sonnenhang Ittigens bewogen Berner Patrizier im 17. und 18. Jahrhundert zum Bau von Landsitzen (u. a. Mannenberg in Ittigen, Sand- und Lindenhof in Worblaufen und Thalgut). Aus dem gleichen Grund ist der Baugrund und die Wohnlage auch heute noch sehr begehrt und deshalb wurden auch die Gutshöfe im Laufe des letzten Jahrhunderts aufgegeben und das Agrarland total überbaut. Das Thalgut mit seinen alten Bauten und der grünen Hofstatt liegt wie eine Oase inmitten moderner Geschäfts- und Wohnbauten. Das unterhalb gelegene Talgut-Zentrum mit seinen Läden und Restaurants hat das historische Restaurant Badhaus ersetzt und bildet ein neues Dorfzentrum.

## Geschichte des Thalguts
1367 gab Ritter Johann II. von Bubenberg, Herr von Spiez und gewesener Schultheiss von Bern, den Brüdern Cuno und Peter von Seedorf die Matte Thal zu Lehen. 1672 wurde in einem Dokument im Staatsarchiv des Kantons Bern erwähnt, dass Niklaus Tachselhofer ein Gütli im Thal bim Badhus von Peter Rentsch erkoufft habe und durch andere Stück vermehren und durch etliche Täusche verbessern möchte.
Niklaus Dachselhofer, Landvogt von Yverdon und Schultheiss von Bern, vergrösserte in den folgenden Jahren das Landgut fortlaufend. Nach seinem Tod 1670 übernahm sein gleichnamiger Sohn das Thalgut. Niklaus Dachselhofer selbst auch in hohen Ämtern (Grossweibel, Hofmeister in Königsfelden, Mitglied des Kleinen Rats und Deutschseckelmeister) tauschte das Thalgut bereits 1677 gegen die Herrschaft Utzigen mit dem Venner Samuel Jenner (1624–1699). Dieser war 1651 im Grossen Rat, Vogt zu Wangen an der Aare, 1671 im Kleinen Rat, Bauherr vom Rat und Venner zum Mittellöwen. Er war der Erbauer des Thalguts in der heutigen Form. Ausführender Architekt war sein Neffe Samuel Jenner.
Der unvorteilhafte Tausch (prachtvolles Schloss gegen mittelalterlichen Stock) bewog den Baumeister des Rats, an seinem neuen Besitz Erneuerungen und Ergänzungen vorzunehmen. Für das Schloss mit seinem aussenstehenden Treppenturm wurde zur Entstehungszeit ein eher veralteter Baustil angewandt. Begründet wohl in den rückwärtsgewandten Ansichten des Bauherrn als Stadtbaumeister. Damals war bereits der französisch beeinflusste Stil modern, wie beispielsweise das Schloss Oberdiessbach mit innenliegendem Treppenhaus und grossem Salon zur Gartenseite. Das Krüppelwalmdach mit der Ründi, welche beim letzten Umbau entfernt wurde, entspricht dem Typus des bernischen Herrensitzes im 16. und 17. Jahrhundert. Im Innern erschlossen Mittelkorridore auf jedem Stockwerk die reich ausgestatteten Zimmer. Als weitere Gebäude waren die Pferdescheune, das Ökonomiegebäude, das Ofenhaus und ein kleiner Schweinestall entstanden. Nach dem Tod von Samuel Jenner 1699 ging das Gut an seinen gleichnamigen Sohn und 1706 an Gabriel Frisching, 1735 an dessen Sohn Albrecht Frisching und 1748 durch Tausch an Karl Emanuel Jenner, der wegen finanziellen Schwierigkeiten den Besitz 1772 verkaufen musste. Die Brüder Peter, Kirchmeyer und Chorrichter zu Bolligen, und Hans Juker, Chorrichter in Ostermundigen, übernahmen die auf dem Besitz lastenden Schulden und Hans wurde zwei Jahre später alleiniger Eigentümer. Seither blieb das Gut im Familienbesitz.
1971 wurde der zuletzt von einem Pächter betriebene Landwirtschaftsbetrieb eingestellt. Die Felder und Wiesen waren mit Wohn- und Gewerbebauten überbaut worden. Dafür konnten die Gutsgebäude aufwändig restauriert und zu modernen Wohnzwecken bereitgestellt werden.
Auf einem Aquarell von Johann Ludwig Aberli aus dem Jahr 1770 ist das Hofensemble in der heutigen Gestalt abgebildet. Auf einem Vermessungsauszug von 1824 sind das Schloss und die übrigen Gebäude ebenfalls verzeichnet.